# Javier Mascherano
Javier Alejandro Mascherano (kiejtve IPA: [ˌmastʃeˈɾano]) (San Lorenzo, 1984. június 8. –) argentin labdarúgó, edző. 2007. január 1-jén csatlakozott a kerethez, a West Ham United (illetve a Media Sports Investments) kölcsönjátékosaként. Aztán 2008 februárjában 18 millió fontért azonban végleg leigazolta a Liverpool FC. 2010-ben Barcelonába szerződött, ahol liverpooli szerepével ellentétben védőt játszott. Hét és fél évet töltött a katalán csapatnál, amelynek színeiben több mint kétszáz bajnokin lépett pályára és tizenhét kupát nyert. Mascherano rendelkezik olasz útlevéllel is, így EU-s játékosnak számít. Két leggyakrabban használt beceneve (Argentínában) a Masche és a Jefecito (kis főnök).
2020. november 16-án bejelentette visszavonulását.

## Játékos pályafutása

### River Plate
Mascherano játékos pályafutását a Buenos Aires-i River Plateben kezdte. Azonban mielőtt bemutatkozott a csapatban, a neve már szerte Argentínában ismert volt.
Első meccsére 2003. augusztus 3-án került sor, a Nueva Chicago ellen. A meccset a River nyerte 2–1 arányban. Miután a korosztályos válogatottal megjárta a 2003-as FIFA Korosztályos Világbajnokságát. Mascherano a csapatával döntőt játszott a Copa Sudamericana 2003-as kiírásában. A két meccses párharcban a Rivert azonban felülmúlta a perui Cienciano összesítésben 4–3-ra.
Mascherano első sikerét is a River színeiben érte el, amikor megnyerték az Argentin Zárt Bajnokságot. Mégpedig a 2003–04-es idényben, összesen 40 pontot szerezve. A Libertadores-kupa 2004-es kiírásában a River elődöntőt játszott. Ott azonban alul maradtak a legfőbb riválisukkal szemben. A Boca Juniors tizenegyesekkel múlta felül őket.
Ezek után olyan klubok akarták megszerezni a fiatal argentint, mint a Real Madrid vagy a Deportivo de La Coruña. Ám a River minden ajánlatra nemet mondott, mert jóval kevesebbet kínáltak a kiváló középpályásért, mint amennyit ért a csapatának.
2004, 2005 nem tartozik a River Plate legsikeresebb szezonjai közé. Harmadikok lettek az Aperturaban, a Clausuraban pedig csak a 10. helyen végeztek. A Libertadores-kupában ismét az elődöntő jelentette a végállomást. Ezúttal a későbbi győztes, a São Paulo csapata bizonyult jobbnak náluk.
A Németországban megrendezett 2005-ös FIFA Konföderációs Kupa után, a brazil Corinthians 15 millió dollárért megvásárolta Mascherano játékjogát.

### Corinthians
A brazil első osztály áprilisban kezdődik, így Mascherano szezon közben csatlakozott a Corinthians keretéhez. Új csapatában kilenc meccset játszott le, 2005 szeptemberében súlyos törést szenvedett a bal lábában. Emiatt a labdaszerző játékosnak a hátralévő szezont ki kellett hagynia. Visszatért Argentínába, ahol a válogatott orvosa végzett el a lábában egy operációt, és a sérüléséből sikeresen felépült. Azonban, a Corinthians, Mascherano honfitársa Carlos Tévez vezetésével bajnoki címet ünnepelhetett 2005-ben.
Mascherano összesen 6 hónapot volt kénytelen kihagyni, visszatérésére csak 2006. március 5-én kerülhetett sor. A Corinthians a Libertadores-kupában a menetelést Mascherano nélkül volt kénytelen megkezdeni. Amikor viszont visszatért az argentin, a csapat kikapott a Rivertől a legjobb 16 között. A 2006-os brazil bajnokság sem sikerült valami jól a csapatnak. A szezon második felében a kiesés ellen küzdöttek. Júniusban a bajnokságot a 2006-os világbajnokság szakította meg, ahol Mascherano válogatottja mind az 5 meccsén kezdőként kapott lehetőséget.
Habár a játéka több európai klub érdeklődését felkeltette, szeretett volna maradni csapatánál, hogy segítsen a kiesés ellen vívott harcban. Úgy tűnt, az átigazolási tárgyalások elhúzódnak a januári transzfer időszakra. Aztán pár órával a nyári átigazolási időszak vége előtt Mascherano csatlakozott az angol West Ham United csapatához, csapattársával a csatár Carlos Tévezzel együtt.

### West Ham
A két argentin Londonba igazolása igazi meglepetés volt, hisz több európai élcsapat soraiban szerette volna tudni mindkét játékost. Rengeteg pletyka kapott szárnyra az átigazolásról, elsősorban Media Sports Investmenttel kapcsolatban, amely élénken érdeklődött a csapat tulajdonjogáért is. Találgatások szóltak arról is, hogy a csapat valóban birtokolja-e a két focista játékjogát? Felmerült, hogy csak azért küldték őket Európába, hogy még több pénzt csináljanak belőlük. (Azóta már kiderült, hogy a Global Soccer Agencies és a Mystere Services birtokolták Mascherano játékjogát)
Mielőtt Mascherano csatlakozott a csapathoz a West Ham egy meccset nyert meg, egyszer döntetlent játszott, illetve egyet veszített el. Az érkezése után viszont a csapat mély hullámvölgybe került. Kilenc meccsen maradt nyeretlen, ebből nyolc találkozót elveszített, majd október 29-én ismét nyerni tudtak. Ez idő alatt Mascherano minden igyekezete ellenére nagyon kevés lehetőséget kapott, mert aggasztó hírek láttak napvilágot a pénzügyi megállapodások hátteréről. Az pedig időbe került míg ezeket rendezték, és Masch végre játszhatott. Októberben az argentin szövetségi kapitány, Alfio Basile, kijelentette, hogy amint lehetséges, el kell igazolnia a West Hamből. Úgy fogalmazott: "Az isten szerelmére, remélem a Juventus lesz a végállomás számára"
2007. január 16-án a Liverpool engedélyt kért a FIFA-tól, hogy kölcsönvehesse a játékost a West Hamtől. Ugyanis a FIFA szabályi kimondják, hogy egy játékos nem léphet pályára két klubnál többen július 1 és június 30-a között ugyanabban a szezonban, de Mascherano már szerepelt a Corinthians és a West Ham színeiben is.
A Nemzetközi Labdarúgó-szövetség január 31-én jóváhagyta a megállapodást. Bár a Liverpool elküldte a regisztrációs papírokat az átigazolási időszak lejárta előtti órákban, azonban az angol Premier League nem jelentette be azonnal, hogy engedélyezi-e az átigazolást. Azt mondták "el kell telnie némi időnek, átvizsgálják a papírokat, csak ezután adhatják áldásukat a tranzakcióra".
A következő csavar a történetben az volt, hogy március 2-án a Premier League bejelentette, hogy megvádolja a West Hamet, hogy megsértette a B13-as szabályt, amely az ügyvezetői jóhiszeműségről szól és az U18-as szabályt, ami a harmadik fél tulajdonjogát szabályozza. Április 27-én a liga rekord összegű, 5,5 millió fontos büntetést rótt ki a klubra.

### Liverpool

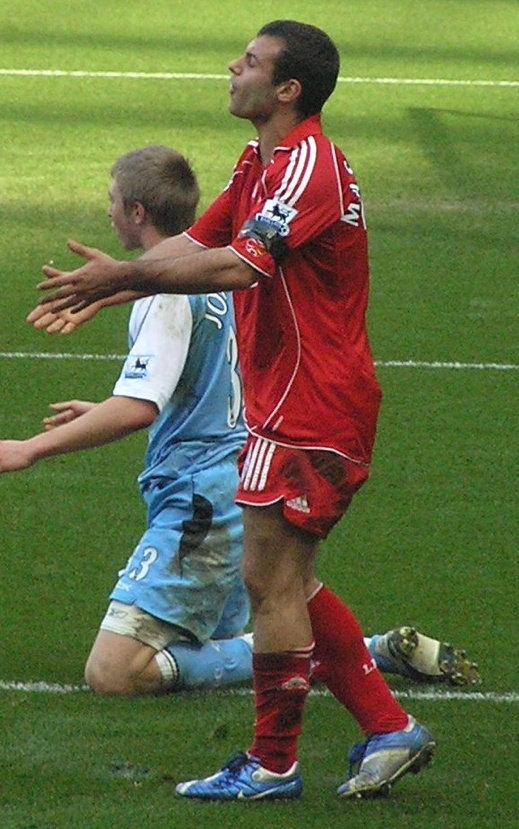
Mascherano már Liverpool játékosként

Február 20-án a Liverpool nevezte Mascheranot a Bajnokok Ligájába, és ekkor megkapta a 20-as számú mezt is. Azért csak ilyen későn kerülhetett erre sor, mert a liga ekkorra engedélyezte az átigazolást, és regisztrálta a játékost.
Mascherano első meccsére a Sheffield United ellen került sor a Vörösök mezben február 27-én. Mind a csapat menedzsere, Rafa Benítez, mind a kapitány Steven Gerrard elismerően szólt a játékosról a 4-0-s győzelemmel végződő találkozó után. Az Arsenal elleni meccs (március 31.) után, Benítez "a játékosok rémének" nevezte. Azért, mert mindenhol ott van, és hatalmas mezőnymunkát végez. Első Bajnokok Ligája meccsére a negyeddöntőben, a PSV ellen, idegenben került sor április 3-án. Mascherano játszott a 2007-es Bajnokok Ligája döntőn az AC Milan elleni 2-1-es vereséggel végződő találkozón. A Liverpool FC hivatalos weboldalán őt választották meg a döntő legjobb liverpooli játékosának.
2007 augusztusában első teljes szezonját kezdte a Poolnál, ahol meghatározó játékossá nőtte ki magát. A középpálya tengelyében majd minden mérkőzésen kezdőként kapott lehetőséget. A labdaszerzéséről, a munkabírásáról, becsúszásairól híres játékos oroszlánrészt vállalt csapata Bajnokok Ligája menetelésében is. Az Inter elleni két meccsen is ő volt csapata legjobbja.
Több hónapnyi spekuláció után február 29-én, Mascherano 4 éves megállapodást írt alá a Liverpool csapatával, ezzel véget ért a kapcsolata Media Sports Investments céggel. A megállapodás a Liverpoolnak 18,6 millió fontjába került.
Első Premier League-gólját 2008. március 15-én lőtte a Reading hálójába.
Javier Mascherano a 2010-es világbajnokság után jelezte a Liverpool vezetőinek hogy távozni akar a klubtól.

### Barcelona
Hosszas várakozás után 2010. augusztus 27-én leigazolta az FC Barcelona. A katalán klub az első kiszivárgott információk szerint 22 millió eurót és némi eredményektől függő prémiumot fizethetett a Liverpoolnak. A fizetése pedig 5,5 millió euró körül alakulhatott évente. A Barcelonában azt az ígéretet kapta, hogy nem csak szűrőként fog játszani.
Mascherano a 14-es számú mezt kapta meg új csapatában.

### Hopej China Fortune
2018. január 24-én aláírt a Kínai Szuperligában szereplő Hopej China Fortune csapatához, a kontraktus két nappal később lépett életbe. Május 2-án szerezte meg első gólját a kupában a Shandong Luneng csapata ellen.

### Estudiantes
2019. november 23-án bejelentette az Estudiantes csapata, hogy 2020 januárjában csatlakozik hozzájuk Mascherano.

### A válogatottban
2001 szeptemberében, Mascherano tagja volt annak a csapatnak, ami a negyedik helyen végzett a 2001-es U17-es világbajnokságon. Ez a torna is közrejátszott abban, hogy előbb játszott a nagy válogatottban, mint a River első csapatában. A bemutatkozása egy Uruguay elleni 2003. július 16-i barátságos meccsen történt meg.
A 2003–04-es szezon közben Mascheranot beválogatták a 2003-as FIFA Ifjúsági Világbajnokságra utazó keretbe. Argentína ismét a negyedik helyen végzett, Mascherano megint fantasztikusan játszott, csapata egyik kulcsembere volt. Ugyanakkor a harmadik helyért játszott mérkőzésen eltiltás miatt nem léphetett pályára.
2004 januárjában Mascherano csatlakozott az Argentin U23-as csapathoz, amely a dél-amerikai olimpiai selejtező tornán vett részt. Amit Chilében meg is nyertek.
2003–04-es szezon végén Mascherano tagja volt a 2004-es Copa Américán szereplő csapatnak. Argentína tizenegyesekkel kapott ki a döntőben Brazíliától. Mascheranót remek játéka miatt csapattársai az argentin együttes legjobbjának választották meg.
2004 augusztusában Mascherano tagja volt az olimpiai aranyérmet szerző argentin válogatottnak a 2004-es nyári olimpiai játékokon.
2005 júniusában Mascherano ott volt Németországban a Konföderációs-kupa döntőjében, ahol csapata 4–1-es arányú vereséget szenvedett a braziloktól.
2006-os világbajnokságon Mascherano minden percet a pályán töltött, amíg csapata versenyben volt.
2007 júliusában, a Copa Americán Masche először talált be a felnőtt csapatban, mindjárt kétszer is. Itt újfent csapata egyik legjobbja volt.
A Pekingben rendezett 2008-as olimpián az argentin csapat állandó tagja volt. Argentína 2004 után ismét megnyerte a nyári játékokat.

## Sikerei, díjai

### Klubszinten
River Plate
- Argentin bajnok: 2003–04 Clausura
- Ezüstérmes
  - Copa Sudamericana

Corinthians
- Brazil bajnok: 2005

Liverpool FC
- Ezüstérmes
  - Bajnokok Ligája 2006–07
  - Premier League 2008–09

### Válogatottban
Argentína
- Győztes
  - 2004-es nyári olimpia
  - 2008-as nyári olimpia
- Ezüstérmes
  - 2004-es Copa América
  - 2005-ös FIFA Konföderációs Kupa
  - 2007-es Copa América

## Statisztikái
Legutóbb 2018. január 11.
| Klub                | Szezon           | Bajnokság                 | Bajnokság       | Bajnokság | Kupa            | Kupa  | Ligakupa        | Ligakupa | Nemzetközi      | Nemzetközi | Egyéb           | Egyéb | Összesen        | Összesen |
| Klub                | Szezon           | Bajnokság                 | Pályára lépések | Gólok     | Pályára lépések | Gólok | Pályára lépések | Gólok    | Pályára lépések | Gólok      | Pályára lépések | Gólok | Pályára lépések | Gólok    |
| ------------------- | ---------------- | ------------------------- | --------------- | --------- | --------------- | ----- | --------------- | -------- | --------------- | ---------- | --------------- | ----- | --------------- | -------- |
| River Plate         | 2003–2004        | Argentin Primera División | 21              | 0         | —               | —     | —               | —        | 13              | 0          | —               | —     | 34              | 0        |
| River Plate         | 2004–2005        | Argentin Primera División | 25              | 0         | —               | —     | —               | —        | 12              | 1          | —               | —     | 37              | 1        |
| River Plate         | Összesen         | Összesen                  | 46              | 0         | —               | —     | —               | —        | 25              | 1          | —               | —     | 71              | 1        |
| Corinthians         | 2005             | Série A                   | 7               | 0         | 0               | 0     | —               | —        | 0               | 0          | 1               | 0     | 8               | 0        |
| Corinthians         | 2006             | Série A                   | 10              | 0         | 2               | 0     | —               | —        | 5               | 0          | 8               | 2     | 25              | 2        |
| Corinthians         | Összesen         | Összesen                  | 17              | 0         | 2               | 0     | —               | —        | 5               | 0          | 9               | 2     | 33              | 2        |
| West Ham United     | 2006–2007        | Premier League            | 5               | 0         | 0               | 0     | 0               | 0        | 2               | 0          | —               | —     | 7               | 0        |
| West Ham United     | Összesen         | Összesen                  | 5               | 0         | 0               | 0     | 0               | 0        | 2               | 0          | —               | —     | 7               | 0        |
| Liverpool           | 2006–2007        | Premier League            | 7               | 0         | 0               | 0     | 0               | 0        | 4               | 0          | —               | —     | 11              | 0        |
| Liverpool           | 2007–2008        | Premier League            | 25              | 1         | 2               | 0     | 1               | 0        | 13              | 0          | —               | —     | 41              | 1        |
| Liverpool           | 2008–2009        | Premier League            | 27              | 0         | 3               | 0     | 0               | 0        | 8               | 0          | —               | —     | 38              | 0        |
| Liverpool           | 2009–2010        | Premier League            | 34              | 0         | 0               | 0     | 1               | 0        | 13              | 1          | —               | —     | 48              | 1        |
| Liverpool           | 2010–2011        | Premier League            | 1               | 0         | —               | —     | —               | —        | —               | —          | —               | —     | 1               | 0        |
| Liverpool           | Összesen         | Összesen                  | 94              | 1         | 5               | 0     | 2               | 0        | 38              | 1          | —               | —     | 139             | 2        |
| Barcelona           | 2010–2011        | La Liga                   | 27              | 0         | 7               | 0     | —               | —        | 11              | 0          | —               | —     | 45              | 0        |
| Barcelona           | 2011–2012        | La Liga                   | 31              | 0         | 6               | 0     | —               | —        | 10              | 0          | 5               | 0     | 52              | 0        |
| Barcelona           | 2012–2013        | La Liga                   | 25              | 0         | 6               | 0     | —               | —        | 8               | 0          | 41              | 0     |                 |          |
| Barcelona           | 2013–3014        | La Liga                   | 28              | 0         | 7               | 0     | —               | —        | 9               | 0          | 2               | 0     | 46              | 0        |
| Barcelona           | 2014–15          | La Liga                   | 28              | 0         | 7               | 0     | —               | —        | 12              | 0          | —               | —     | 47              | 0        |
| Barcelona           | 2015–2016        | La Liga                   | 32              | 0         | 6               | 0     | —               | —        | 8               | 0          | 5               | 0     | 51              | 0        |
| Barcelona           | 2016–2017        | La Liga                   | 25              | 1         | 5               | 0     | —               | —        | 8               | 0          | 2               | 0     | 40              | 1        |
| Barcelona           | 2017–2018        | La Liga                   | 7               | 0         | 2               | 0     | —               | —        | 2               | 0          | 1               | 0     | 12              | 0        |
| Barcelona           | Összesen         | Összesen                  | 203             | 1         | 46              | 0     | —               | —        | 68              | 0          | 17              | 0     | 334             | 1        |
| Hopej China Fortune | 2018             | Chinese Super League      | 0               | 0         | 0               | 0     | 0               | 0        | 0               | 0          | —               | —     | 0               | 0        |
| Hopej China Fortune | Összesen         | Összesen                  | 0               | 0         | 0               | 0     | 0               | 0        | 0               | 0          | —               | —     | 0               | 0        |
| Karrier összesen    | Karrier összesen | Karrier összesen          | 365             | 2         | 53              | 0     | 2               | 0        | 138             | 2          | 26              | 2     | 584             | 6        |

### Válogatottban
Legutóbb 2017. november 14-én frissítés
| Argentína | Argentína       | Argentína |
| Évek      | Pályára lépések | Gólok     |
| --------- | --------------- | --------- |
| 2003      | 1               | 0         |
| 2004      | 10              | 0         |
| 2005      | 3               | 0         |
| 2006      | 8               | 0         |
| 2007      | 14              | 2         |
| 2008      | 9               | 0         |
| 2009      | 10              | 0         |
| 2010      | 10              | 0         |
| 2011      | 13              | 0         |
| 2012      | 8               | 0         |
| 2013      | 9               | 0         |
| 2014      | 15              | 1         |
| 2015      | 12              | 0         |
| 2016      | 13              | 0         |
| 2017      | 6               | 0         |
| Összesen  | 141             | 3         |

### Válogatott góljai
Legutóbb 2014. június 8-án frissítve
| #  | Dátum           | Helyszín                                                             | Ellenfél           | Gólja | Végeredmény | Kiírás               |
| -- | --------------- | -------------------------------------------------------------------- | ------------------ | ----- | ----------- | -------------------- |
| 1. | 2007. július 5. | Estadio Metropolitano de Cabudare, Barquisimeto, Venezuela           | Paraguay           | 1–0   | 1–0         | 2007-es Copa América |
| 2. | 2007. július 8. | Estadio Metropolitano de Cabudare, Barquisimeto, Venezuela           | Peru               | 4–0   | 4–0         | 2007-es Copa América |
| 3. | 2014. június 4. | Estadio Monumental Antonio Vespucio Liberti, Buenos Aires, Argentína | Trinidad és Tobago | 2–0   | 3–0         | Barátságos mérkőzés  |